# سرین (سوادکوه)
سرین، روستایی است از توابع بخش مرکزی شهرستان سوادکوه در استان مازندران ایران.
روستاهای زیبای اطراف شهر آلاشت می توان به روستای بسیار زیبا و با طبیعت بکر سرین اشاره کرد که محیطی دنج می باشد و بسیار خوش آب و هواتر حتا از شهر آلاشت است، این روستا کمتر شناخته شده و شاید به همین دلیل طبیعت و معماری بکر خود را حفظ کرده است ، آب و هوای تازه و مه های زیبا از ویژگی های این روستای زیبا می باشد.
این روستا در شهر آلاشت قرار دارد و براساس سرشماری مرکز آمار ایران در سال ۱۳۸۵، جمعیت آن ۱۲۶ نفر (۳۲خانوار) بوده‌است.↵این روستا در 5 کیلومتری شهر تاریخی آلاشت قرار دارد .اکثر خانواده های ساکن این  روستا از  الاشت ناصری و مهدی زاده اهالی روستاهای دهستان لفور از روستا لفورک(خانواده های یوسفی، محمدی، صادقی غضایری حیدری راستین جعفرزاده) وروستای کفاک(خانواده های اسماعیلی، مهدی زاده، بابانژاد، چابک،میرزایی،چاشی) و روستای پاشاکلا (خانواده پاشایی،) از خانواده های اصیل و قدیمی سوادکوه هستند.از لحاظ گردشگری و اماکن توریستی این منطقه بسیار زیبا و جذاب می باشد و ویژگی های منحصر به فردی را دارا می باشد از خانه های بوم گردی این منطقه می توان به بوم گردی شوکا اشاره داشت

## جمعیت
این روستا در شهر آلاشت  قرار دارد و براساس سرشماری مرکز آمار ایران در سال ۱۳۸۵، جمعیت آن ۱۲۶ نفر (۳۲خانوار) بوده‌است.